# اس‌ام یو-۵۲
اس‌ام یو-۵۲ (به انگلیسی: SM U-52) یک زیردریایی بود که طول آن ۶۲٫۲ متر (۲۰۴ فوت) بود. این زیردریایی در سال ۱۹۱۵ ساخته شد.